# Miranda Ranieri
Miranda Ranieri (* 20. April 1986 in Toronto) ist eine ehemalige kanadische Squashspielerin.

## Karriere
Miranda Ranieri spielte von 2008 bis 2013 auf der WSA World Tour und gewann in dieser Zeit zwei Titel. Zuvor hatte sie ein Studium an der Yale University absolviert und war für diese auch im College Squash aktiv. Ihre höchste Platzierung in der Weltrangliste erreichte sie mit Rang 43 im Mai 2012. Bei den Panamerikanischen Spielen gewann sie 2011 die Bronzemedaillen im Einzel und Doppel sowie Gold mit der Mannschaft. Mit der kanadischen Nationalmannschaft nahm sie an der Weltmeisterschaft 2010 teil. Sie wurde von 2010 bis 2012 dreimal in Folge kanadischer Landesmeister. Sie beendete im Februar 2013 ihre Karriere und nahm ein Studium der Augenoptik an der Nova Southeastern University auf.

## Erfolge
- Gewonnene WSA-Titel: 2
- Panamerikanische Spiele: 1 × Gold (Mannschaft 2011), 2 × Bronze (Einzel und Doppel 2011)
- Kanadischer Meister: 3 Titel (2010–2012)